# Mars 2004

## Actualités du mois

### Lundi1ermars2004
- Europe : selon une étude divulguée la veille à Londres par le mouvement Greenpeace, l'énergie éolienne produite en mer, ou « off shore », pourrait combler le tiers des besoins globaux en électricité de toute l'Europe en 2020.

- France :
  - Ouverture à Paris du procès de 11 militants indépendantistes bretons. Le procès entend juger 17 attentats dont celui du Mac Donald's de Quévert (Côtes-d'Armor) qui avait coûté la vie à une employée.
  - Entrée  en vigueur du nouveau permis de conduire probatoire.
- Belgique : ouverture du procès du pédophile Marc Dutroux surnommé le « monstre de Charleroi » et de ses trois complices, devant la cour d'assises d'Arlon. Le procès devrait durer au moins deux mois. Il devra répondre de l'enlèvement et du viol de six fillettes ainsi que de la mort de quatre d'entre elles. Voir Affaire Dutroux.
- Russie : le président Vladimir Poutine, nomme Mikhaïl Fradkov, comme nouveau premier ministre en remplacement de Mikhaïl Kassianov, limogé le 24 février dernier. Le nouveau premier ministre occupait auparavant le poste de représentant spécial auprès de l'Union européenne.

- États-Unis : selon l'industrie pharmaceutique américaine, les États-Unis, qui n'imposent pas de limite aux prix des médicaments, assumeraient une part démesurée des coûts de recherche et développement des nouvelles molécules dans le monde.

- Haïti :
  - Le président Jean-Bertrand Aristide arrive à Bangui au Centrafrique, et déclare avoir été poussé à la démission par les ambassadeurs français et américains, puis avoir été victime d'un « enlèvement moderne ».
  - Les premiers marines américains et soldats français ont commencé à se déployer en Haïti pour y rétablir l'ordre, hier, tandis que les rebelles armés qui ont contribué à la chute du président étaient acclamés dans la capitale Port-au-Prince.
  - Une controverse s'est ouverte sur les conditions du départ de Jean-Bertrand Aristide. La Maison-Blanche, le Pentagone et le secrétariat d'État faisaient front commun pour démentir des allégations selon lesquelles les États-Unis, l'auraient forcé à quitter le pays à la pointe du fusil dans la nuit de samedi à dimanche.
- Irak : la « Loi administrative de transition » est adoptée par les membres du CIG. Elle est censée permettre de commencer à gérer le pays jusqu'à l'adoption de la nouvelle Constitution, prévue pour la fin 2005.

- Suisse : Vitali Kaloïev, un proche des victimes de la collision aérienne d'Überlingen, qui avait assassiné l'ancien contrôleur aérien danois Peter Nielsen à Kloten une semaine auparavant, est interné dans une clinique psychiatrique en raison de son état de santé dégradé[1].

### Mardi2 mars 2004
- Serbie : le nouveau premier ministre Vojislav Koštunica constitue un gouvernement comprenant 19 membres.

- États-Unis :
  - Lors du Super tuesday, des primaires pour la course à l'investiture démocrate à l'élection présidentielle, ont lieu dans dix États. Le candidat John Kerry remporte 9 des 10 primaires.
  - Bernie Ebbers, ex-PDG. de l'opérateur téléphonique en faillite WorldCom, a été inculpé hier par la justice américaine, plus de 18 mois après ce qui reste la plus retentissante fraude comptable de l'histoire des États-Unis.
- Haïti : les États-Unis ont exhorté hier les insurgés et les «Chimères» pro-Aristide à désarmer, après une menace des premiers de s'en prendre aux milices de l'ancien président haïtien.

- Irak : journée sanglante en Irak, dix attentats  anti-chiites ont fait au total 204 morts et 556 blessés, dont 33 morts dans le quartier chiite de Kazimiya à Bagdad et 171 morts dans la ville sainte chiite de Kerbala. Ces attentats coïncidant avec le jour le plus sacré pour cette communauté majoritaire dans ce pays.

- Espace :
  - La NASA annonce qu'il existe de forts indices de présence ancienne d'eau selon la base d'observations recueillies par le petit robot Opportunity dans sa zone d'exploration. Il s'était posé fin janvier sur la planète rouge, peu de temps après son jumeau, Spirit.
  - Kourou, Guyane : Ariane 5 a finalement décollé avec succès de la base spatiale de Kourou pour mettre en orbite autour du Soleil la sonde Rosetta, qui bénéficiera ainsi de l'effet de fronde gravitationnelle pour atteindre la comète Tchourioumov-Guerassimenko dans une dizaine d'années[Quand ?].

- Sport :
  - Selon le San Francisco Chronicle sept joueurs importants de baseball dont le champion Barry Bonds auraient pris des stéroïdes et des hormones de croissance d'un laboratoire impliqué dans un réseau de distribution de stéroïdes, selon des informations fournies à des enquêteurs fédéraux.

### Mercredi3 mars 2004
- En France :
  - Refusant de suivre les consignes de discrétion du ministère de l'Intérieur, le journal La Dépêche du Midi révèle qu'un mystérieux groupe terroriste AZF menace le réseau ferré français d'attentat et ce, depuis le 11 décembre dernier. Il demande à l'État une somme de 4 millions de dollars et de 1 million d'euros (passé à 2 millions d'euros depuis le 20 février), sous peine de faire exploser dix bombes qu'il affirme avoir dispersées sur le réseau ferré français.
    - Une information judiciaire avait été ouverte le 18 février, et le 21 février un engin explosif très sophistiqué avait été découvert sur la voie Paris-Toulouse, à Folles près de Limoges dans la Haute-Vienne.
    - Une campagne de vérification des 32 000 kilomètres de rail du réseau ferré français est faite, à laquelle ont participé plus de 10 000 cheminots. Cet examen n'a donné aucun résultat.

  - Le Sénat vote à son tour le projet de Loi sur le port des signes religieux à l'école.
  - Le conseil constitutionnel censure la loi Perben 2 sur deux points qui concernent la criminalité organisée et les conditions du plaider coupable.

- Canada : le Bloc québécois et une coalition de groupes environnementaux exhortent le gouvernement fédéral à retirer son appui au projet d'élargissement de la voie maritime du Saint-Laurent.
- États-Unis : le sénateur John Edwards a officiellement annoncé hier son abandon de la course à l'investiture démocrate pour la présidentielle américaine de novembre prochain et a fait acte d'allégeance à son «ami» John Kerry, vainqueur du camp démocrate.
- Haïti :
  - Arrivée de nouvelles forces françaises dans l'île. Le chef des rebelles a annoncé aux alentours de 20 heures (heure française) avoir déposé les armes.
  - Une foule en délire a détruit mardi après-midi les œuvres du musée d'art haïtien à Port-au-Prince, que les insurgés jetaient par-dessus le balcon de leur nouveau quartier général.

- En Turquie :
  - Le ministre britannique des Affaires étrangères Jack Straw promet « tout son soutien » à la candidature d'adhésion de la Turquie à l'Union européenne.
  - Devant des journalistes étrangers, le premier ministre Recep Tayyip Erdoğan déclare : « L'entrée de la Turquie changera la définition de l'Union européenne. Elle montrera, en particulier au monde musulman, que l'Union européenne n'est ni un club chrétien, ni une simple association économique, mais une union de valeurs politiques, un espace dans lequel toutes les valeurs sont acceptées ».

- Économie :
  - Le brasseur belge Interbrew, devient le numéro un mondial de la bière en acquérant la brésilienne AmBev, dans le cadre d'une mégatransaction de 11,4 milliards $US. Des gains de 342 millions $US seront réalisés annuellement en économies diverses et en nouveaux revenus.
    - Interbrew vend quelque 200 marques, dont Labatt Bleue, Stella Artois, Leffe et Bass. AmBev est le plus important brasseur au Brésil avec 66 % des parts du quatrième plus important marché au monde dans le secteur de la bière, grâce à deux douzaines de marques, dont Skol, Brahma et Antarctica.

  - Lors de l'assemblée annuelle de Walt Disney, tenue à Philadelphie, le leadership de Michael Eisner à la tête de la société a été rudement mis à l'épreuve, lorsque 43 % des actionnaires se sont abstenus de voter en sa faveur

### Jeudi4 mars 2004
- États-Unis : le camp républicain du président George W. Bush a lancé hier une vaste offensive médiatique dans plusieurs États américains où il risque d'être mis en difficulté par le démocrate John Kerry lors de la présidentielle en novembre prochain.
- Venezuela : nouvel accès de violence dans l'ouest du pays, alors que le calme régnait dans la capitale après la reprise de négociations sur un référendum contre le président Hugo Chávez.

### Vendredi5 mars 2004
- En France :
  - À Annecy en Haute-Savoie : deux mosquées ont subi un début d'incendie dans des locaux de services. L'enquête s'oriente sur une vengeance intra-communautaire.
  - Jean-Pierre Raffarin reçoit Étienne-Émile Baulieu et Édouard Brézin, respectivement président et vice-président de l'Académie des sciences afin de réfléchir au conflit opposant le gouvernement aux chercheurs.

- Aux États-Unis :
  - Procès SCO contre IBM : le juge Brooke Wells ordonne aux deux entreprises de fournir dans les 45 jours du code source et de la documentation. (Article USA Today)
  - Martha Stewart, 62 ans, présentatrice vedette des chaînes américaines, femme d'affaires, et diva de l'art de vivre aux États-Unis, a été reconnue coupable hier des quatre chefs d'accusation qui pesaient encore contre elle (complot, obstruction à la justice et deux chefs pour fausses déclarations). Elle risque vingt ans de prison.
- Haïti : Les Forces armées canadiennes déploieront quelque 450 militaires et six hélicoptères dans le cadre de la force multinationale chargée de rétablir la sécurité du pays et dont les États-Unis ont pris le commandement.

- Irak :
  - Les dirigeants irakiens ont manqué une nouvelle échéance hier pour signer la Constitution provisoire en raison de dissensions sur un article du texte, mais les discussions continuent.
  - Un Irakien qui travaillait comme traducteur pour la radio publique américaine La Voix de l'Amérique a été tué par balle.
- La Libye reconnaît avoir stocké 20 000 kilogrammes de gaz moutarde. (Article du Nouvel Observateur)

- Droits humains : Irene Khan secrétaire générale d'Amnesty International, lance peu avant le jour de la femme une campagne «Halte à la violence contre la femme». (Campagne sur le site d'Amnesty)
- Informatique : présentation du quatrième plus grand superordinateur d'Espagne à l'université de Valence. (Annonce sur le site de l'université)

### Samedi6 mars 2004
- France : à Dijon, manifestation contre la loi Fontaine pour un Internet libre.

- Israël-Palestine :
  - Double attentat-suicide de deux policiers palestiniens contre un poste de l'armée israélienne au point de passage d'Erez : les deux policiers palestiniens sont abattus.

### Dimanche7 mars 2004
- Autriche : élections régionales en Carinthie et dans le land de Salzbourg.
  - En Carinthie, les électeurs, contrairement aux prévisions, donnent de nouveau la victoire du parti populiste FPÖ de Jörg Haider, avec 42,5 % des voix.
  - Dans le land de Salzbourg, les sociaux-démocrates du SPÖ l'emporte avec 45,9 % des voix.
- Grèce : élections législatives, qui la victoire du parti de la Nouvelle Démocratie (droite libérale), avec 45,9 % des voix contre 40,5 % aux socialistes du PASOK de Georges Papandreou au pouvoir depuis 1993. Le leader de ND, Kóstas Karamanlís, devrait devenir le nouveau premier ministre.

- Haïti : des tirs ont éclaté hier lors d’une manifestation à laquelle participaient plusieurs milliers d’Haïtiens à Port-au-Prince pour célébrer le départ du président Jean-Bertrand Aristide et réclamer son procès pour corruption.

- Israël-Palestine : l'armée israélienne engage une opération dans les camps d'El-Boureij et de Nusseirat, situés au centre de la bande de Gaza : 15 Palestiniens sont tués.

- Économie : selon Lester Brown, fondateur du Earth Policy Institute, de Washington, et qualifié par le Washington Post comme «un des plus grands penseurs de la planète », les changements climatiques et la baisse des réserves d'eau pour l'agriculture dans le monde vont provoquer, d'ici deux ans, une véritable crise alimentaire dans le monde entier qui déstabilisera les pays pauvres et les marchés financiers et fera grimper le prix des aliments.

- Sports :
  - Cyclisme. Départ de la soixante-deuxième édition du Paris-Nice en France.
    - le 8, la deuxième étape est remportée par l'Espagnol Pedro Horrillo.
    - le 9, la troisième étape est remportée par le Néerlandais Léon van Bon. L'Allemand Jörg Jaksche domine toujours la course.
    - le 10, la quatrième étape de la course est annulée à cause de la neige.

  - En Australie : Premier grand prix de la saison 2004 de Formule 1 remporté par Michael Schumacher devant son équipier Rubens Barrichello et l'Espagnol Fernando Alonso.

### Lundi8 mars 2004
- Journée internationale des droits de la femme : de passage à Genève au siège de l'Organisation internationale du travail, Shirin Ebadi, prix Nobel de la paix 2003, vêtue de noir en signe de deuil, a lancé un « cri pour l'égalité ».

- France : prise de bec littéraire entre Bernard Pivot, pape littéraire du petit écran, grand officier des émissions Apostrophe et Bouillon de culture et désormais à la barre d'une non moins célèbre dictée annuelle et l'académicien Maurice Druon, auteur des Rois maudits, à propos de la qualité de la langue française.

- Haïti : investiture officielle de l'ancien président de la Cour suprême, Boniface Alexandre, comme nouveau chef de l'État. D'autre part, plusieurs centaines d'Haïtiens ont pillé hier une zone industrielle près de l'aéroport de Port-au-Prince, tandis qu'à Bangui, l'ancien président Jean-Bertrand Aristide se disait toujours président d'Haïti.

- Irak : les 25 membres du conseil de gouvernement (exécutif provisoire) ont signé la « Loi administrative de transition », (Constitution provisoire), négociée sous l'œil vigilant des puissances occupantes américaine et britannique. Elle est contestée et critiquée par le grand ayatollah al-Sistani, influent religieux chiite, de même que par la Turquie voisine.
- Iran : Mohamed ElBaradei, directeur de l'Agence internationale de l'énergie atomique, s'est déclaré hier « extrêmement préoccupé » par des omissions de l'Iran visant à cacher une partie de ses activités nucléaires : « Si cette nation s'obstine à ne pas respecter sa signature, le Conseil de sécurité sera certainement saisi de la question d'imposer un embargo ».

- Santé : selon une étude du National Institutes for Health américain (NIH), de nombreuses vies pourraient être sauvées, si l'usage d'un défibrillateur automatique implantable, généralement réservé aux patients à haut risque de mort subite cardiaque ayant déjà eu une arythmie ventriculaire importante, devrait être élargi aux personnes souffrant d'insuffisance cardiaque.

### Mardi9 mars 2004
- ONU : en visite officielle à Ottawa au Canada, le secrétaire générale Kofi Annan appelle à un renouveau de l'ONU, et invite la communauté internationale à faire preuve de patience en Haïti. Il a brossé un portrait fort critique de l'ONU : « Mon approche est multilatéraliste. De ce point de vue, nous n'avons pas très bien réussi. Nous avons aussi échoué dans notre recherche de solutions à la faim, à la maladie, aux violations graves des droits de l'homme et à la dégradation de l'environnement ».

- En France :
  - Deux mille chercheurs, jugeant « totalement insuffisante » la promesse du gouvernement de débloquer 3 milliards d'euros sur 3 ans à partir de 2005, démissionnent de leurs fonctions administratives (directeurs d'unités, chefs d'équipe) pour protester contre la baisse des moyens de la recherche scientifique. Il s'agit essentiellement de chercheurs du CNRS, de l'INSERM et de l'INRA.
  - Neuf personnes sont arrêtées puis relâchées dans l'affaire des attentats contre le préfet Aïssa Dermouche.

- Argentine : le gouvernement argentin a décidé in extremis de payer l'échéance de 3,1 milliards $US due au Fonds monétaire international, ce qui va lui éviter de se mettre vis-à-vis du FMI en situation de défaut de paiement comme elle l'est déjà envers ses créanciers privés.

- Rwanda : le juge antiterroriste Jean-Louis Bruguière a bouclé l'instruction sur le crash de l'avion du président Habyarimana, le 6 avril 1994. Le rapport final, en impute la responsabilité au Front patriotique rwandais (FPR) du général Kagame, aujourd'hui au pouvoir à Kigali.

- Irak : la violence a redoublé depuis l'adoption de la Constitution provisoire qui a enclenché le compte à rebours pour le transfert du pouvoir aux Irakiens mais aussi suscité la colère des chiites. Un soldat américain a été tué au nord de Bagdad, deux civils américains travaillant pour la coalition et leur interprète irakienne ont été assassinés, ainsi que plusieurs Irakiens, en majorité des policiers.

- Sports :
  - Jean-Luc Van Den Heede, marin picard de 58 ans, termine un tour du monde en solitaire contre les vents et les courants dominants, bouclé en 122 jours, 14 heures, 3 minutes et 49 secondes, et battant l'ancien record détenu, par Philippe Monnet en 151 jours.

### Mercredi10 mars 2004
- Europe : l'Allemagne annonce un assouplissement, voire une suppression, des mesures qu'elle avait mis en place aux postes frontières entre les deux pays depuis vendredi. Ces mesures entraînaient d'énormes bouchons (jusqu'à 20 km !) et affectaient la vie des frontaliers et des commerces installés de part et d'autre de la frontière.
- En France :
  - Dix mille personnes ont rendu un dernier hommage à Claude Nougaro lors de ses obsèques célébrées à Toulouse, dans sa ville natale.
  - Selon Le Canard enchaîné, des écoutes téléphoniques auraient été pratiquées au tribunal de Caen depuis cinq ans.

- États-Unis : Wall Street  connaît sa plus lourde chute de l'année, signalant que le marché entre dans une phase de correction attendue à l'issue d'une spectaculaire envolée d'un an. Les dernières nouvelles macroéconomiques se sont avérées décevantes, sur le marché de l'emploi et sur le nouveau déficit commercial record de 43,1 milliards $US.
- Québec :
  - Le gouvernement québécois entend réviser la grille de sélection des candidats à l'immigration afin de miser moins sur les universitaires et d'accueillir davantage de techniciens et de manœuvres.
  - 22e Festival international du film sur l'art (FIFA).
  - 10 000 patientes atteintes du cancer du sein qui, depuis le 13 octobre 1997, n'ont pas pu recevoir ni un traitement de radiothérapie, ni un traitement de chimiothérapie dans un délai de huit semaines suivant leur dernière chirurgie, ont été autorisées à déposer un recours collectif par la Cour supérieure du Québec.
- Haïti :
  - Le nouveau premier ministre haïtien, s'est déclaré en faveur de la formation d'un grand gouvernement d'union nationale et du désarmement du pays.
  - Une délégation sud-africaine a rencontré l'ex-président Jean-Bertrand Aristide en République centrafricaine, dans le but d'examiner les possibilités de son accueil en Afrique du Sud. Ce dernier veut intenter un procès à la France et aux États-Unis pour enlèvement.

- Iran : Le ministre iranien des Affaires étrangères, Kamal Kharazi, a menacé hier de rompre avec l'AIEA en reprochant aux Européens d'avoir cédé aux pressions américaines sur un projet de résolution critiquant Téhéran
- Libye : À Vienne, au siège de l'Agence internationale de l'énergie atomique (AIEA), le gouvernement libyen signe le protocole additionnel à l'accord de garantie du Traité de non-prolifération nucléaire.

- Zimbabwe : Le ministre de l'Intérieur Kembo Mohadi accuse les services secrets américains, britanniques et espagnols d'avoir aidé des mercenaires détenus à Harare et accusés d'avoir préparé un coup de force contre le gouvernement de Guinée équatoriale.

### Jeudi11 mars 2004
- Union européenne : Le protocole de Kyoto est entré en vigueur hier en Europe, prenant effet juridique pour la première fois dans une partie du globe qui se définit désormais comme le leader environnemental de la planète.

Des lois ont aussi été adoptées qui autorisent la mise en vigueur plus rapide du protocole de Kyoto avec toutes ses obligations, comme celles de faire rapport des progrès ou de l'échec des politiques en place
- En France :
  - Un bateau de pêche de Saint-Malo, L'Armand coule corps et biens, avec ses quatre membres de l'équipage, au sud des côtes de Cornouailles, dans une des rares zones de la Manche, non surveillées par les radars. Un gros cargo, pourrait l'avoir éperonné puis s'être enfui.
  - Célébrations commémorant le bicentenaire du Code civil français. Promulgué en mars 1804, le Code civil français est un monument de l’histoire du droit français en couvrant, dans un même texte, le droit de la famille, de la propriété, des contrats et de la responsabilité. Ce bicentenaire revêt une importance particulière non seulement pour la France, mais aussi pour bon nombre d’autres pays où le Code Napoléon fut introduit.
  - Le grand prix Raymond-Devos de la langue française est attribué à l'auteur Jean-Loup Dabadie en présence de l'humoriste qui a donné son nom à cette distinction créée en 2003.

- En Espagne :
  - À trois jours des élections législatives, une dizaine d'explosions dans des gares de Madrid (Atocha) et de sa banlieue, tuent 199 personnes et en blessent au moins 1400. Des explosions sont signalées aux stations de train de banlieue à Atocha (grand nœud ferroviaire du sud de Madrid), Santa Eugenia, Asamblea de Madrid et El Pozo.
  - Curieusement, sans aucun élément probant et sans revendication, le gouvernement du Premier ministre José María Aznar les attribue cependant immédiatement à l'ETA, comme s'il voulait profiter de l'occasion pour faire un coup politique à trois jours des élections, qu'il abordait pourtant en situation favorable.
  - Le responsable politique de Batasuna, parti politique interdit considéré comme la branche politique de l'ETA, dénie toute participation du mouvement aux attentats. Le modus operandi ne correspond d'ailleurs pas, l'ETA prévenant généralement quelques minutes avant ses attentats.
  - Un quotidien londonien en langue arabe aurait reçu une revendication provenant des «Brigades Abou Hafs al-Masri/al-Qaïda» membres de l'organisation Al-Qaïda, sans que cette revendication puisse encore être attestée.
  - La découverte d'une bombe non explosée dans l'un des trains éventrés permet d'«ouvrir de nouvelles pistes d'enquête».
  - Depuis Londres, le chef spirituel du groupe islamiste al-Mouhadjiroun, Omar Bakri, suggère que l'Italie pourrait être la prochaine cible.

- États-Unis : La Cour suprême de Californie a ordonné l'arrêt immédiat des mariages homosexuels à San Francisco, alors que les conservateurs bataillaient depuis un mois pour obtenir une décision en ce sens. La cour ne s'est pas prononcée sur la légalité de telles unions, alors que plus de 3 700 couples ont été unis.
- Québec : Le premier ministre Jean Charest présente son programme d'action gouvernemental pour les quatre prochaines années, qui servira de document de réflexion pour 19 forums régionaux qui se dérouleront de la mi-avril à la mi-juin.

- Rwanda : L'ONU a annoncé hier qu'elle remettrait à des enquêteurs indépendants une boîte noire qui lui avait été remise après la chute d'un avion dans lequel le président rwandais Juvénal Habyarimana avait été tué en 1994, ce qui avait déclenché un génocide.

### Vendredi12 mars 2004
- Danemark : La « ville libre » de Christiania, repaire de marginaux à Copenhague, perdra le 1er janvier 2006 son statut spécial de communauté alternative depuis sa création en 1971, a décidé hier le gouvernement libéral-conservateur danois.
- Espagne :
  - Une immense manifestation contre le terrorisme, réunit à Madrid une foule immense. Dans toute l'Espagne, plus de 8 millions de personnes sont descendues dans les rues.
  - L'ETA a démenti hier toute responsabilité dans le massacre terroriste de Madrid, que le gouvernement espagnol lui avait attribué en dépit d'une revendication attribuée à al-Qaïda. Le ministre de l'Intérieur a admis que l'enquête s'était ouverte à «de nouvelles pistes», tout en affirmant privilégier celle de l'ETA.
    - Une source antiterroriste a affirmé que l'explosif «n'était pas un explosif habituel de l'ETA» mais un explosif d'un «autre groupe terroriste lié à l'islamisme».
    - Découverte d'une cassette audio avec des versets du Coran et de sept détonateurs dans une camionnette volée à Alcala de Henares, à 30 kilomètres de Madrid, point de départ des trains éventrés par les bombes.
    - Selon la radio Cadena Ser, l'explosif de la treizième bombe serait du plastic «Special C» fabriqué en Espagne par l'ancienne entreprise Rio Tinto, et non pas du « Titadyn », marque habituelle de l'ETA. Les détonateurs reliés au téléphone seraient également de fabrication espagnole.

- Russie : Le président Vladimir Poutine s'engage à doubler le PIB et à réduire la pauvreté. La croissance russe est une des plus fortes de la planète (7,3 % en 2003), les investissements étrangers ont décollé et la stabilité politique est achevée.

- Haïti : Bernard Latortue est nommé nouveau Premier ministre provisoire.

- Corée du Sud : Une campagne tendant à accuser le président Roh Moo-hyun de corruption se développe à un tel point que l'assemblée nationale le suspend de ses fonctions et le remplace par le premier ministre Goh Kun. En fait, le président avait apporté en février 2004 son soutien à son nouveau parti URI (pour les élections d'avril), ce qui est une infraction au code électoral sud-coréen.

- Bahreïn : Des centaines d'hommes et de femmes islamistes, manifestent dans les rues de la capitale Al Manama, contre le succès de la télé-réalité dans les pays arabes et exigent l'arrêt d'une émission de télévision, « Al-Raïs », le « Loft Story » arabe (« Big Brother »), adaptée et diffusée par la chaîne de télévision satellitaire « MBC ». Ils obtiendront gain de cause dès le mardi suivant.

### Samedi13 mars 2004
- Autriche : les socialistes (SPÖ) du Land de Carinthie, avec l'accord de la direction nationale de leur parti, signent un accord de gouvernement avec Jörg Haider, gouverneur sortant (FPÖ, extrême droite).
- Espagne : Le ministre de l'intérieur, Ángel Acebes, a annoncé l'arrestation de 3 personnes d'origine marocaine et 2 personnes d'origine indienne, dans le cadre de l'enquête sur les attentats de Madrid.

- États-Unis : Luciano Pavarotti, 68 ans, a donné sa dernière représentation au Metropolitan Opera de New York. Le ténor italien, qui se produisait dans La Tosca, a laissé entendre qu'il pourrait aussi s'agir de son ultime apparition sur une scène.

- Afghanistan : lancement par les Américains de l'opération « Tempête en montagne », dans les zones montagneuses pachtounes, le long de la frontière avec le Pakistan.

### Dimanche14 mars 2004
- France : le Premier ministre Jean-Pierre Raffarin, a émis l'hypothèse de vendre une partie des réserves d'or de la Banque de France pour réduire le déficit public. La France est le troisième plus gros détenteur mondial avec 3 000 tonnes pour une valeur de 31 milliards d'euros. Une partie de cet or sert de garantie au cours de l'euro.

- En Espagne :
  - Le Parti socialiste ouvrier espagnol (PSOE), qui n'était pas donné favori avant le drame de jeudi, remporte largement ces élections législatives, marquées par la polémique sur l'attitude du gouvernement de José María Aznar à la suite des attentats du 11 mars 2004. Le PSOE obtient 43 % des voix devant le Parti populaire (37,5 %) qui était au pouvoir depuis huit ans.
  - M. Aznar sera bientôt remplacé par José Luis Rodríguez Zapatero comme président du gouvernement. Ainsi les terroristes islamistes de la mouvance d'al-Qaïda ont réussi, à influencer le scrutin électoral d'un grand pays, mais les électeurs espagnols ont d'abord voulu sanctionner le mensonge d'un gouvernement qui était pourtant donné favori.
- Russie : Le président sortant Vladimir Poutine remporte massivement avec 71,2 % des voix, l'élection présidentielle pour un mandat de quatre ans.
  - Les conditions de déroulement de ces élections sont critiquées par l'Organisation pour la sécurité et la coopération en Europe (OSCE). Vue l'inégalité d'accès aux médias, l'incertitude portait surtout sur le taux de participation qui en Russie doit dépasser les 50 % pour que l'élection soit validée.
- Vatican : le pontificat du pape Jean-Paul II devient, en dépassant celui de Léon XIII, le deuxième plus long de l'histoire (troisième si l'on accorde à saint Pierre la première place).

- Israël-Palestine : Double attentat-suicide dans le port israélien d'Ashdod, tous deux revendiqués par le Hamas et les Brigades des martyrs d'Al-Aqsa : 11 israéliens tués ainsi que les deux kamikazes.
  - Israël annule le sommet prévu le lendemain entre les premiers ministres Ariel Sharon et Ahmed Qoreï.

- Sports :
  - Ski :
    - La Suédoise Anja Pärson, 22 ans, a bouclé une saison sensationnelle en remportant le classement général de la Coupe du monde de ski, après un parcours sans faute lors de cette saison 2003-2004. Elle a ajouté le grand globe de cristal du classement général, à ceux du slalom et du slalom géant.
    - L'équipe canadienne de ski acrobatique est la grande gagnante de la saison 2003-2004 este remporte la coupe devant la France

### Lundi15 mars 2004
- Canada / Îles Turks-et-Caïcos : Un comité parlementaire multipartite ainsi qu'un groupe de gens d'affaires est créé pour préparer l'union éventuelle entre le Canada et les Îles Turks-et-Caïcos dans les Caraïbes. Ce projet a démarré dans les années 1970. Ces îles tropicales pourraient devenir la 11e province du Canada.
- Haïti - Jamaïque : l'ancien président haïtien Jean-Bertrand Aristide fait une arrivée surprise  à Kingston, capitale de la Jamaïque (en fait l'autre partie de l'île. Le nouveau gouvernement considérant, dans la situation actuelle, cet accueil comme une provocation, décide de geler ses relations diplomatiques avec la Jamaïque voisine.

- Géorgie : la situation se tend avec la province sécessionniste d'Adjarie. Le président géorgien Mikheil Saakachvili s'est vu empêcher d'y entrer. Il a mis en place un blocus économique de la province.

- Astronomie : des astronomes de la NASA ont annoncé la découverte, présentée comme celle d'une dixième planète, d'un nouveau planétoïde baptisé (90377) Sedna. Celui-ci graviterait sur une orbite fortement elliptique, éloignée de plus de 10 milliards de kilomètres du Soleil, c'est-à-dire 3 milliards de kilomètres de plus que celle de Pluton et aurait un diamètre de près de 2 000 km. Cette découverte relance le débat sur la taille minimale pour qu'un objet soit considéré comme planète, certains scientifiques affirmant que même Pluton est trop petite pour être classée comme telle. De plus, elle se trouve au-delà de la ceinture de Kuiper présentée comme la limite du système solaire.

### Mardi16 mars 2004
- En France : les médias ont reçu une lettre (1 2) d'un groupe terroriste inconnu menaçant la France d'attentats sur son sol ou à l'étranger.
- Lituanie : à Vilnius, ouverture du procès de Bertrand Cantat, chanteur du groupe français Noir Désir, inculpé pour coups ayant entraîné la mort (homicide) de sa compagne Marie Trintignant.
- Russie : une explosion de gaz à Arkhangelsk fait 44 morts. Cette catastrophe intervient deux jours à peine après l'incendie qui a ravagé le manège équestre de Moscou.

- Haïti : le nouveau premier ministre haïtien Gérard Latortue a formé le nouveau gouvernement. Celui-ci ne comporte aucun allié de Jean-Bertrand Aristide.

- Arabie saoudite : la police a abattu Khaled Haj, qui serait le responsable d'Al-Qaïda pour la région du Golfe Persique. Parallèlement, les forces de sécurité algériennes ont indiqué avoir éliminé dix-sept islamistes membres du groupe salafiste pour la prédication et le combat.
- Israël-Palestine : à la suite du double attentat-suicide du 14 février dans le port israélien d'Ashdod, l'armée israélienne lancent des actions de représailles dans la bande de Gaza.
- Pakistan : les forces pakistanaises lancent une nouvelle opération dans le sud du Waziristan.
- Syrie : des affrontements opposant Kurdes et forces de l'ordre ces derniers jours dans le nord-est de la Syrie, en particulier dans les deux villes de Hassaké et Qamichli, ont fait 19 morts, 150 blessés et des dégâts matériels importants. Ces troubles ont gagné la région d'Alep (nord-ouest), faisant trois morts parmi les Kurdes qui manifestaient à la mémoire des victimes des bombardements chimiques perpétrés il y a 16 ans à Halabja (Irak) par le régime de Saddam Hussein. Des centaines de Kurdes ont été arrêtés lors de ces journées.

- Chine : Des bâtiments de la marine de guerre françaises participent à des manœuvres conjointes avec la marine de guerre chinoise, sur une zone maritime au large de Qingdao, à 1 250 km au large de la pointe nord de Taïwan.

- En Afrique :
  - Tension diplomatique entre la Guinée équatoriale et le Cameroun qui a  rappelé son ambassadeur pour protester contre les exactions dont auraient été victimes des ressortissants camerounais de la part des forces de l'ordre guinéennes.
  - Au Rwanda, le président Paul Kagame accuse la France d'être impliquée dans le génocide de 1994.

### Mercredi17 mars 2004
- Espagne : José María Aznar, l'ancien Premier ministre et chef du gouvernement espagnol, est au cœur d'un scandale. Il est accusé d'avoir tenté de manipuler les groupes de presse en leur affirmant le matin même des attentats à Madrid du 11 mars 2004 que ceux-ci avaient été commandités par l'ETA. Le Courrier international.
- Grèce : un violent tremblement de terre de magnitude 6,3 a secoué la Crète.
- Kosovo, Mitrovica : à la suite de la découverte de deux corps de jeunes Albanais à proximité de la rivière Ibar, une manifestation albanaise dégénère à Mitrovicë/Mitrovica dans le nord du Kosovo. Quand les forces militaires de l'OTAN (KFOR) et la police de l'ONU tentent de reprendre la situation sous contrôle, la ville et déjà en prise à des scènes de guérilla urbaine. La violence de l'intervention des forces internationales provoque une réaction en chaîne à travers tout le Kosovo. Les lycéens rejoints rapidement par plus de 50 000 Albanais manifestent leur mécontentement de la violence utilisée par les forces internationales à Mitrovicë/Mitrovica. En quelques heures ces manifestations dégénèrent en émeutes anti-serbes. La communauté serbe devient la cible d'attaques dans les principales villes de la région.

Bilan : 19 personnes sont mortes – onze Albanais et huit Serbes – et plus de 1 000 ont été blessées ; quelque 730 maisons appartenant à des minorités, des Serbes du Kosovo pour la plupart, ainsi que 36 églises, monastères et autres sites culturels ou religieux orthodoxes ont été endommagés ou détruits. En moins de 48 heures, 4 100 personnes appartenant à des communautés minoritaires ont rejoint les personnes déplacées.
- - Ces affrontements font suite à la noyade de trois enfants albanais dans la rivière séparant les deux communautés. Les Albanais accusent les Serbes d'avoir commis ces actes en représailles à l'attaque à main armée d'un adolescent serbe à Caglavica. Les médias locaux seront largement mis en cause par l'ONU et l'OSCE dans l'escalade de la violence. Ils seront accusés d'avoir exacerbé la situation en affirmant des informations non vérifiées sur la mort des trois enfants[2].

- États-Unis :
  - En gagnant les primaires de l'Illinois, le sénateur John Kerry est désormais assuré de l'investiture démocrate pour la présidentielle de septembre.
  - Le vice-président républicain Dick Cheney a lancé hier une attaque en règle contre le candidat démocrate John Kerry, le jugeant trop faible et inconstant sur les questions de sécurité nationale pour assumer la présidence des États-Unis.

- Irak :
  - Un attentat à la voiture piégée détruit l'hôtel Mount Lebanon au centre de Bagdad à la veille du premier anniversaire de la guerre : 19 personnes tuées et 45 blessés.
  - Des obus de mortier ont été tirés sur des bases militaires, tuant trois soldats américains et en blessant neuf autres. Cela porte à 567 le nombre officiel de militaires américains tués en Irak depuis le déclenchement de la guerre, le 20 mars 2003.
  - Un cadreur irakien de la chaîne de télévision al-Arabiya à Dubaï a été tué accidentellement hier soir à Bagdad par des tirs américains et un journaliste, également irakien, a été grièvement blessé, a indiqué un de leurs collègues.
  - L'archevêque de l'Église catholique chaldéenne d'Erbil (nord), estime que le «prosélytisme» protestant et les menaces des islamistes pèsent sur l'avenir des églises chrétiennes d'Irak.
- Pakistan : À Islamabad, visite du secrétaire d'État américain Colin Powell pour accorder au Pakistan le statut d' « allié majeur non-OTAN ».

### Jeudi18 mars 2004
- France : Diffusion dans la nuit du 18 au 19 mars, des Trophées de la langue française, enregistrés à la Cité des Sciences de la Villette à Paris, et animés par Bernard Pivot, pour récompenser le talent, le travail, la culture, l'humour, l'imagination de tous ceux qui, à tous niveaux, contribuent à vivifier la langue française et à en faire un vecteur international de communication, d'éducation, de création et de culture.
- Pologne : Le président polonais Aleksander Kwaśniewski estime que la stabilisation est suffisamment sur la bonne voie pour qu'il puisse espérer retirer ses troupes au début plutôt qu'au milieu de l'année prochaine. La Pologne commande une force multinationale de 9500 hommes, dont 2400 Polonais, dans le centre-sud du pays. Il assure que « cela n'a rien à voir avec les attentats du 11 mars à Madrid », et pense « qu'aujourd'hui, l'Irak sans Saddam Hussein est un bien meilleur Irak qu'avec Saddam Hussein », « Mais naturellement, je me sens également mal à l'aise du fait que nous avons été induits en erreur par les renseignements sur les armes de destruction massive ».

- Aux États-Unis, l'Utah supprime la possibilité offerte aux condamnés à mort de choisir entre le peloton d'exécution et l'injection létale. Désormais seule l'injection létale sera pratiquée. Néanmoins, les condamnés, non encore exécutés, ayant choisi le peloton seront passés par les armes.

- Pakistan : le numéro deux d'Al-Qaïda, l'Égyptien Ayman al-Zawahiri, serait encerclé par l'armée dans la zone tribale du pays. Le président Mousharraf ne confirme pas le nom de la cible, mais confirme l'existence de combats acharnés dans la région.
- Thaïlande : en voyage dans ce pays, le président suisse Joseph Deiss a entamé des discussions préliminaires au nom des pays de l'Association européenne de libre-échange (AELE) afin de conclure un accord de libre-échange entre ces quatre pays d'Europe occidentale et la Thaïlande d'ici à la fin de l'année.

- Astronomie : À 22 h 8 TU, l'astéroïde 2004 FH, mesurant 30 mètres, est passé à 43 000 kilomètres de la surface de la Terre. C'est la première fois que l'on détecte un astéroïde à moins de 80 000 kilomètres, mais on estime qu'un tel astéroïde frôle la Terre à cette distance tous les deux ans.
- Économie : À New York, le prix du baril de brut pour livraison en avril, bat un record à 38,18 US dollars, inégalé depuis le 16 octobre 1990. Des analystes le prédisent à 40 US dollars si l'OPEP ne change pas sa ligne de conduite, alors qu'elle assure, avec 24 millions de barils par jour, un tiers du marché mondial.
  - Selon le ministre de l'énergie du Qatar, les cours actuels ne sont pas dus à une pénurie mais seulement au jeu des spéculations, et aux troubles politiques du Moyen-Orient et du Venezuela, et selon l'OPEP, il n'y a aucune raison économique d'augmenter la production.

### Vendredi19 mars 2004
- En France : le fournisseur d'accès à Internet Free annonce l'extension de son service de téléphonie via Freebox, à tous les abonnés ADSL, y compris en zones non dégroupées.

- Québec : la Belle Province est la troisième du Canada (après l'Ontario et la Colombie-Britannique) à autoriser le mariage homosexuel par une décision de la Cour d'Appel du Québec déboutant la Ligue catholique pour les droits de l'Homme qui défendait la définition traditionnelle du mariage.

- Azerbaïdjan : le président azéri décide de libérer ou de rejuger tous les prisonniers politiques.
- Géorgie : à la suite d'une rencontre entre le président géorgien Mikheil Saakachvili et le président de la province autonome d'Adjarie, à l'aide de la médiation du Conseil de l'Europe, un accord permettant la tenue régulière des prochaines élections législatives est trouvé.
- Irak : Pour le premier anniversaire du conflit irakien, des milliers de citoyens manifestent dans les rues des grandes capitales mondiales pour scander leur colère contre le président américain George W. Bush et réclamer la fin de l'occupation irakienne, malgré un essoufflement certain du mouvement.
- Taïwan : À la veille de l'élection présidentielle et du référendum sur les relations avec la Chine, une tentative de meurtre blesse par balles le président sortant Chen Shui-bian et la vice-présidente sortante Annette Lu. Le scrutin est maintenu.

### Samedi20 mars 2004
- Journée internationale de la Francophonie avec de très nombreuses manifestations (804 en 2003) organisées à travers le monde, en Afrique, Amériques, Asie, Europe, Océanie, océan Indien et Moyen-Orient, pour célébrer la langue française et les cultures francophones des 180 millions de personnes qui parlent le français dans le monde.

- À Taïwan :
  - Élection présidentielle contestée qui voit le président sortant Chen Shui-bian (indépendantiste) remporter l'élection présidentielle avec 50,11 % des voix. Le résultat a aussitôt été contesté par le parti de l'opposition, le Kuomintang et la Haute Cour de Taïwan a ordonné le lendemain la mise sous scellés des urnes.
  - Par contre, le référendum sur les relations avec la Chine est annulé du fait d'une participation inférieure à 50 %.

### Dimanche21 mars 2004
- En France :
  - Premier tour des élections régionales et cantonales qui voient la défaite annoncée de l'UMP, parti au gouvernement.
    - Les électeurs étaient appelés à renouveler la totalité des conseils régionaux dans 21 régions de France métropolitaine, l'Assemblée territoriale de Corse et 4 conseils régionaux dans les départements d'outre-mer.
    - Il est procédé parallèlement au renouvellement de la moitié des conseillers généraux.
    - Les deux types de scrutin feront l'objet d'un deuxième tour dimanche 28 mars, sauf là où un conseiller général aura été élu dès le premier tour où un conseil régional aura été remplacé dès le premier tour.
- Allemagne : Congrès extraordinaire du Parti socialiste au cours duquel le chancelier en exercice Gerhard Schröder laisse à place à la tête du parti à Franz Müntefering.
- Espagne : José Luis Rodríguez Zapatero, en instance de nomination comme président du gouvernement, à la suite de la victoire du PSOE aux législatives du 14 mars, se prononce, dans un entretien accordé quotidien El Pais, pour un changement radical de la stratégie suivie en Irak, avec une prise en charge de la situation par les Nations unies, avant la date prévue du 30 juin. Il qualifie en outre la guerre en Irak d'« erreur » et l'occupation de « désastre ».

- Afghanistan : Une centaine de personnes ont été tuées dans des affrontements entre factions à Herat, dans l'ouest du pays, après la mort du ministre afghan de l'Aviation civile, Mirwais Sadiq, fils du puissant gouverneur de province Ismail Khan et tué par une roquette RPG qui a touché sa voiture dans le centre de la ville. C'est le troisième ministre à être tué depuis la mise en place du gouvernement Karzai après la chute des talibans, fin 2001.
- Israël-Palestine :
  - Lors d'une opération dans la bande de Gaza, l'armée israélienne, a tué sept Palestiniens, dont un chef local du Hamas et sa femme.
  - Le premier ministre israélien Ariel Sharon s'est heurté aux critiques des ministres de son parti, le Likoud, auxquels il a présenté son plan de séparation d'avec les Palestiniens.

- Sports :
  - Tennis : le Suisse Roger Federer a conforté sa position de numéro un mondial en remportant le tournoi ATP d'Indian Wells aux États-Unis.
  - Formule 1 : Grand Prix automobile de Malaisie.

### Lundi22 mars 2004
- Journée mondiale de l'eau : Selon le canadien William Cosgrove, nouveau président du Conseil mondial de l'eau (CME), un organisme international très influent dans les milieux onusiens, ce dernier a  fait discrètement, au cours des derniers mois, un virage idéologique majeur qui l'amène à troquer sa philosophie de l'eau, «marchandise», au profit d'une logique de droit fondamental, défendue jusqu'ici par les organisations citoyennes un peu partout dans le monde, et cet organisme est désormais prêt désormais à mettre son poids dans la balance pour que l'ONU reconnaisse l'accès à l'eau comme un droit fondamental et qu'on le balise par une charte, qui comprendrait les principes suivants :
  - L'accès à l'eau est un droit fondamental et les gouvernements ont la responsabilité d'en assurer l'accès à tous.
  - La gestion de l'eau doit être une responsabilité publique prépondérante, et ses modalités de gestion et de financement doivent reconnaître que le droit d'accès à tous fait une obligation de conserver la ressource aux gestionnaires et utilisateurs.
  - La gestion de l'eau par les pouvoirs publics, doit reconnaître aux collectivités le pouvoir de gérer leur patrimoine aquatique, ce qui commande aussi, des responsabilités de fiduciaire de la ressource commune d'abord et avant tout.
  - Les corps publics ne doivent pas hésiter à structurer les transferts de richesses au sein des sociétés en faisant payer l'eau plus cher aux riches qu'aux pauvres pour concrétiser le droit d'accès.
  - La gestion de l'eau ne doit pas se limiter aux problèmes de disponibilité de la ressource aqueuse; elle doit aussi tenir compte de la nécessité de maintenir en vie les écosystèmes qui en dépendent et toute ponction, y compris celles des voisins assoiffés, ne peut se justifier si elle procède d'une logique de gaspillage et les ponctions supplémentaires aux besoins de base ne devraient être autorisées qu'à titre de solution ultime, par une application stricte du principe de précaution.

- Afghanistan : Le président Hamid Karzai a envoyé hier des renforts à Herat, théâtre la veille d'affrontements entre les forces du gouverneur Ismail Khan et celles du commandant de la garnison, nommé par Kaboul, à la suite de la mort du ministre afghan de l'Aviation civile, Mirwais Sadiq.
- Israël-Palestine : cheikh Ahmed Yassine, chef spirituel et cofondateur du Hamas, âgé de 67 ans, aveugle et paraplégique, est tué au cours d'une opération d'élimination ciblée de l'armée israélienne, réalisée par des tirs ciblés d'hélicoptères, au moment où le cheikh Ahmed Yassine sortait, d'une mosquée de Gaza. Le raid a fait au total huit morts et des blessés.
  - Cette élimination engendre une vague d'indignation et de colère à travers tout le monde musulman et une grande partie de la communauté internationale condamne cet assassinat.
  - Le président américain George W. Bush déclare : « Israël a le droit de se défendre face au terrorisme », mais doit « prendre en compte les conséquences de ses actions », et selon la conseillère pour la sécurité nationale Condoleezza Rice « les États-Unis n'ont pas été prévenus ».
  - Le premier ministre Ariel Sharon a dit : « C'est le premier des assassins palestiniens... La guerre contre le terrorisme n'est pas finie et elle se poursuivra quotidiennement, partout... C'est le droit du peuple juif d'attaquer ceux qui se dressent pour l'éliminer. ».
  - Le ministre de la Défense, Shaul Mofaz déclare : « C'est le Ben Laden palestinien... Le Hamas est responsable de 425 attaques, qui ont fait 337 morts et 2076 blessés, civils et militaires, et de 54 attentats suicide, qui ont tué 288 personnes », « Le cheikh Yassine a envoyé à la mort des dizaines de jeunes Palestiniens en tuant au passage des dizaines d'Israéliens. Il avait l'habitude de dire : La mort ne nous fait pas peur, nous aspirons au martyre ».
- Liban : Le Hezbollah chiite libanais, « Brigades du martyr cheikh Ahmed Yassine », a bombardé hier en soirée des positions israéliennes dans le secteur des «fermes de Chebaa», au Liban sud. Les «fermes de Chebaa» constituent une bande territoriale conquise par Israël sur la Syrie en 1967.
- Pakistan : Une trêve a été conclue au sud du Waziristan afin de permettre une médiation des chefs tribaux, afin de tenter d'arracher leur reddition d'environ 500 combattants islamistes d'al-Qaïda, assiégés par l'armée pakistanaise dans cette région montagneuse du pays.

- Malaisie : à la suite de la victoire de la coalition gouvernementale aux élections législatives, la Cour suprême a ordonné un recomptage partiel dans certaines provinces qui étaient jusqu'à présent des bastions islamistes.
- Salvador : Antonio Saca a remporté l'élection présidentielle.

### Mardi23 mars 2004
- Malte :
  - Démission du Premier ministre Eddie Fenech Adami, en vue de se porter candidat à la succession du président de la République Guido de Marco, dont le mandat arrive à terme dans le courant de la semaine prochaine. On prête au président sortant l'intention de briguer la représentation de Malte dans l'Union européenne.
  - Le nouveau Premier ministre est Lawrence Gonzi, lui aussi issu du Parti nationaliste, neveu de Mgr Michael Gonzi dit l'« archevêque de fer », longtemps adversaire privilégié du Premier ministre travailliste Dom Mintoff.
- Suède : Mijailo Mijailovic, a été reconnu coupable de l'assassinat, le 10 septembre 2003 du ministre des Affaires étrangères Anna Lindh, et condamné à la réclusion criminelle à perpétuité.

- États-Unis : Selon un rapport alarmiste du gouvernement et des pouvoirs publics, le secrétaire américain au Trésor, John Snow a annoncé que les caisses d'assurance-retraite et santé pour le troisième âge sont en voie de se vider et la couverture hospitalière aura même épuisé ses fonds d'ici 15 ans : « Plus on s'attaquera tôt à ces problèmes, moins les solutions seront perturbantes... L'inertie n'est pas une option responsable ».

- Afghanistan : Ismail Khan, le gouverneur de la province d'Hérat, a donné hier une semaine au président Hamid Karzai pour arrêter le « meurtrier » de son fils, le ministre Mirwaïs Sadiq.
- Israël-Palestine : Abdel Aziz al-Rantissi a été choisi pour succéder au cheikh Ahmed Yassine dans ces fonctions à la tête du Hamas, et appelle, devant des milliers de sympathisants du Hamas rassemblés dans un stade de Gaza, la branche armée du mouvement à « donner une leçon » à Israël pour venger l'assassinat à Gaza du « chef spirituel » Ahmed Yassine, les Israéliens « ne connaîtront pas la sécurité », « Nous disons aux Brigades Ezzedine al-Qassam : vous devez donner une leçon à l'ennemi. La porte est ouverte devant vous pour frapper en tout lieu et à tout moment et par tous les moyens ».

### Mercredi24 mars 2004
- Union européenne :
  - La Commission européenne a infligé une amende de 497 millions d'euros  à Microsoft pour abus de position dominante, et pour forcer dans le même temps le groupe américain à modifier ses pratiques anticoncurrentielles. La compagnie a 90 jours pour proposer une version du système d'exploitation Windows sans le logiciel Windows Media Player ; elle a également 120 jours pour publier les APIs correspondantes. Microsoft fait appel.
  - À la suite d'un début de scandale, la société Coca-Cola décide de suspendre la campagne de lancement de sa marque d'eau en bouteille Dasani en Europe.
- Chypre : ouverture de négociations en Suisse, dans le demi-canton de Nidwald, entre les Chypriotes grecs et les Chypriotes turcs en vue de la réunification de l'île avant son entrée dans l'Union européenne. Ces discussions ont connu hier un début difficile, la Turquie accusant d'emblée la Grèce de faire preuve de mauvaise volonté.
- France : une bombe artisanale a été découverte près de Troyes sous les voies de la ligne de chemin de fer Paris-Bâle. Le lien avec le groupe AZF n'est pas établi et la piste du copycat n'est pas exclue.

- États-Unis :
  - Richard Clarke, un ancien haut responsable de l'administration Bush a sévèrement accusé hier la Maison-Blanche d'avoir sapé la lutte contre le terrorisme et d'avoir sous-estimé la menace posée par al-Qaïda.

### Jeudi25 mars 2004
- Union européenne, du 25 au 26 mars, réunion du sommet des Quinze à Bruxelles :
  - Renforcement du dispositif antiterroriste
  - Engagement à adopter la Constitution européenne au plus tard lors du Conseil européen des 17 et 18 juin prochain.
  - Le Hollandais Gijs de Vries, ancien ministre de l'intérieur des Pays-Bas et spécialiste des questions du renseignement, vient d'être nommé comme responsable de la lutte antiterroriste en Europe. Il a cependant déclaré : « Les gens ne devraient pas mettre leurs espoirs trop haut. S'ils attendent une sécurité absolue, ils ne seront jamais satisfaits… ».

- En France :
  - Les premiers fuselages avant et central de l'Airbus géant A380 ont été dévoilés jeudi à l'usine de Saint-Nazaire en Loire-Atlantique, quelques jours avant leur transport vers le site de Toulouse où sera assuré l'assemblage final de l'avion.
  - Académie française : l'écrivain controversé Alain Robbe-Grillet est élu académicien, et succède à Maurice Rheims au 32e fauteuil.
    - L'élection organisée par ailleurs pour pourvoir au remplacement de Georges Vedel au 5e fauteuil est reportée à une date ultérieure, le scrutin n'ayant pas permis de départager les 5 candidats. C'est la 3e élection « blanche » pour ce fauteuil depuis la disparition de Georges Vedel.
- Grèce, Olympie : 142 jours avant les prochains Jeux olympiques qui se dérouleront à Athènes, à partir du 13 août 2004, la flamme olympique a été allumée sur le site d'Olympie, par l'actrice grecque Thalia Prokopiou.
  - Faites de métal et de bois, sculptée en forme de rameau d'olivier, la torche s'est embrasée au passage des rayons du soleil sur un miroir d'acier poli. Portée par des relayeurs, elle doit faire un tour du monde.

- États-Unis : un ancien haut responsable de l'administration Bush a sévèrement accusé hier la Maison-Blanche d'avoir « sapé » la lutte contre le terrorisme et d'avoir sous-estimé la menace posée par al-Qaïda.

- Côte d'Ivoire : une manifestation des partis de l'opposition, interdite par le gouvernement, mais maintenue par le RDR d'Alassane Ouattara, le FN de Guillaume Soro et le PDCI), tourne à la tentative d'insurrection armée et à l'affrontement, avec les forces de police et l'armée. Durant 2 jours, la capitale Abidjan va être livrée aux exactions des jeunes patriotes pro-président Gbagbo.
  - Un lourd bilan qui va de 37 morts selon le gouvernement, à 200 d'après le MIDH (droits de l'homme) et 500 selon le PDCI
  - L'opposition retire ses ministres du gouvernement et accuse la France de « non-assistance à personnes en danger ».
- Israël-Palestine :
  - Les États-Unis, ont mis leur veto de membre permanent du Conseil de sécurité des Nations unies pour bloquer un projet de résolution tendant à condamner l'assassinat par l'armée israélienne, le 22 mars dernier, du cheikh Ahmed Yassine, chef spirituel et cofondateur du Hamas.
  - Le nouveau chef suprême du Hamas, Khaled Mechaal, a désigné mercredi Ariel Sharon parmi les cibles envisageables des représailles promises par le groupe intégriste palestinien après l'exécution par l'armée israélienne de son fondateur et inspirateur Cheikh Ahmed Yassine.
- Libye : Visite officielle du premier ministre britannique Tony Blair. C'est le premier chef de gouvernement britannique à se rendre à Tripoli depuis Winston Churchill en 1943.

### Vendredi26 mars 2004
- France : condamnation du tueur en série Émile Louis à vingt ans de réclusion dont les deux tiers incompressibles pour le viol et la torture de son ancienne compagne et de sa belle-fille. Il sera jugé plus tard pour l'affaire des disparus de l'Yonne.
- Pologne : démission du premier ministre Leszek Miller, dès son retour du sommet de Bruxelles.
- Taïwan : la commission électorale a confirmé la victoire du président sortant Chen Shui-bian à l'élection présidentielle de samedi dernier. Les opposants du parti d'opposition, le Kuomintang, ont pris d'assaut, sans que la police ne puisse l'empêcher, le siège de cette commission. Juridiquement, l'opposition a 30 jours pour contester les résultats de l'élection devant un tribunal.

### Samedi27 mars 2004
- États-Unis : selon le politologue Ron Walters, de l'université du Maryland, qui étudie l'état d'esprit des 24 millions d'électeurs noirs à sept mois de la présidentielle : « La situation est loin de s'être améliorée pour eux. La classe moyenne noire avait pris de l'expansion sous Bill Clinton, il s'est produit exactement le contraire sous George Bush ».

- Rugby à XV : dernier match du Tournoi des Six Nations, avec la victoire de l'équipe de France (qui remporte ainsi le Grand Chelem) face à l'Angleterre 24 à 21 au Stade de France à Paris. Pour l'équipe de France, c'est une revanche attendue après la lourde défaite 24-7, lors de la demi-finale du championnat du monde à Sydney, en novembre 2003, contre cette même équipe d'Angleterre.

### Dimanche28 mars 2004
- Europe : à 2 heures du matin, passage à l'heure légale d'été, soit une heure de plus. Il fait alors 3 heures.

- En France :
  - Deuxième tour des élections cantonales et régionales. Raz-de-marée de la gauche dans presque l'ensemble des régions. Toutes les triangulaires (Gauche unie, droite parlementaire, Front national) ont profité à la gauche, à l'exception de l'Alsace et de la Corse restée à droite.
    - Cependant, au vu des premiers résultats définitifs, la somme des voix de droite + FN dans plusieurs régions reste inférieure au score de la gauche. L'analyse des chiffres donne une progression de +6 % pour la gauche par rapport au premier tour, +3 % pour la droite et -2,5 % pour le FN. En Île-de-France, la gauche passe avec plus de 49 % des voix contre 39 % pour la droite et 11 % pour le FN. Concernant les élections cantonales, cinquante départements restent ou passent droite, les autres restent ou passent à gauche.

- Aux États-Unis, la NASA déclare que l'avion hypersonique X-43 Scramjet a battu le record de vitesse avec propulsion, il a atteint brièvement 7 700 km/h (Mach 7) à une altitude de 30 000 mètres.

- Congo Kinshasa : Tentative de coup d'État à Kinshasa. Les assaillants ont pris la télévision, 4 casernes et un stock d'armes. Des roquettes ont été tirées sur le palais présidentiel. Les auteurs au nombre d'une vingtaine sont arrêtés.
- Côte d'Ivoire : l'opposition ivoirienne appelle à des manifestations pacifiques sur l'ensemble du territoire pour demain, lundi. Cette décision fait suite à la répression par la police de la grande marche unitaire du jeudi 25 mars.
- Géorgie : La coalition menée par le président réformateur Mikheil Saakachvili, obtient une victoire plébiscite avec 78,6 % des voix. Toutefois seul 150 des 235 sièges (dont 10 donnés sans vote aux députés provenant d'Abkhazie) étaient repourvus lors de cette élection, ce qui ne conduira donc pas à une chambre monocolore. Il est à noter que des irrégularités ont été dénoncées en Adjarie qui pourrait compromettre le scrutin au niveau national selon la Commission électorale centrale.
- Indonésie : Plus de 350 000 partisans de la présidente Megawati Sukarnoputri ont défilé dans la capitale Jakarta en arborant la couleur rouge du Parti démocratique indonésien de lutte.
- Israël : Ariel Sharon est menacé par le procureur Edna Arbel d'inculpation dans une affaire de corruption avec l'homme d'affaires David Appel ainsi que l'un de ses fils Gilad Sharon.
- Ligue arabe : La Tunisie, état hôte du sommet, initialement prévu à Tunis pour les 29 et 30 mars prochain, décide unilatéralement de son report, en arguant de divergences de vues entre les États au sujet du projet américain de « Grand Moyen-Orient ». L'Égypte se déclare prête à prendre le relais pour accueillir le sommet.

### Lundi29 mars 2004
- Nations unies : le secrétaire général Kofi Annan a limogé son chef de la sécurité, le Birman Tun Myat, coordonnateur des Nations unies en matière de sécurité, et lui a demandé de quitter ses fonctions, après la publication d'un rapport cinglant sur les carences en matière de sécurité avant l'attentat contre le QG des Nations unies commis à Bagdad en août dernier, et dans lequel 22 personnes ont péri, dont le chef de la mission de l'ONU, Sérgio Vieira de Mello.
- La Lituanie, l'Estonie, la Lettonie, la Roumanie, la Bulgarie, la Slovaquie et la Slovénie ont adhéré à l'OTAN.
- Lituanie : le tribunal de Vilnius a condamné le chanteur français Bertrand Cantat à 8 ans de réclusion criminelle pour le meurtre de sa compagne Marie Trintignant. Il a 20 jours pour faire appel de cette sentence.
- Malte : l'ancien premier ministre, Eddie Fenech Adami (parti nationaliste, 70 ans), a été élu président avec 33 voix (contre 29) par la chambre des représentants. Il succède à Guido de Marco.

- Canada : Selon le centre canadien de lutte contre le blanchiment d'argent (CANAFE), ses agents auraient découvert, au cours des neuf premiers mois de l'année fiscale, 29 cas de financement d'activités terroristes, pour un montant de 35 millions $ qui serviraient au financement d'activités terroristes, ce qui dépasse le montant total de l'année précédente (25 cas pour 22 millions $).
- Au Mexique :
  - Cuauhtémoc Cárdenas a annoncé qu'il renonçait à la présidence du PRD.
  - Le pays signe le Traité de non prolifération des armes nucléaires et s'engage ainsi à autoriser des inspections surprises de l'Agence internationale de l'énergie atomique. Le Mexique devient le 81e pays à adhérer à ce pacte.

### Mardi30 mars 2004
- OTAN : adhésion de sept nouveaux membres : Roumanie, Bulgarie, Slovénie, Slovaquie Lituanie, Estonie et Lettonie.
- France : après la défaite de la droite gouvernementale aux élections régionales, le Premier ministre Jean-Pierre Raffarin a présenté sa démission au président Jacques Chirac, qui l'a reconduit dans ses fonctions et l'a chargé de former un nouveau gouvernement.

- Afghanistan : ouverture à Berlin (Allemagne) de la troisième conférence internationale sur la reconstruction du pays.
- Bolivie : un mineur qui manifestait devant le congrès bolivien contre le non-paiement de sa pension fait exploser la dynamite qu'il portait emportant dans la mort deux agents de la sécurité.
- Corée du Sud : inauguration du train à grande vitesse reliant Séoul à Pusan et Mokpo.

- Espace : Selon les mesures effectuées par l’instrument PFS embarqué sur Mars Express, mis en place par des ingénieurs italiens, l'atmosphère martienne contiendrait du méthane. La détection de ce gaz serait, selon les spécialistes, une découverte sans précédent dans l’exploration de la planète rouge, bien plus importante que la confirmation de la présence d’eau faite par les robots de la NASA. Le méthane, gaz instable de l’atmosphère, est dégradé par une réaction photochimique, en une dizaine d'années, ainsi une des hypothèses pour expliquer cette présence de méthane pourrait être l'existence de bactéries vivant actuellement à la surface de la planète Mars.

### Mercredi31 mars 2004
- En France : Le Premier ministre Jean-Pierre Raffarin dévoile la composition de son troisième gouvernement.
  - Nicolas Sarkozy accède à un grand ministère de l'Économie. François Fillon devient ministre de l'Éducation nationale. Dominique de Villepin devient ministre de l'Intérieur. Serge Lepeltier devient ministre de l'Écologie, Jean-Louis Borloo ministre de l'Emploi et Dominique Perben reste garde des Sceaux.
  - Jean-Jacques Aillagon, Luc Ferry et Roselyne Bachelot-Narquin quittent le gouvernement. L'Elysee
- En Irak, à Falloujah, quatre mercenaires de la compagnie américaine Blackwater, dont le rôle est notamment la défense de la compagnie Halliburton, sont tués par des grenades. Les corps de deux d'entre eux sont frappés par la foule, traînés par une voiture, puis pendus à un pont. La foule scandant « Falloujah sera le cimetière des forces de la coalition ».